# Sunnyi Melles
Sunnyi Melles (Lussemburgo, 7 ottobre 1958) è un'attrice tedesca.

## Filmografia parziale

### Cinema
- Il lupo della steppa (Steppenwolf), regia di Fred Haines (1974)
- Drei gegen drei, regia di Dominik Graf (1985)
- '38, regia di Wolfgang Glück (1987)
- Jezerní královna, regia di Václav Vorlícek (1998)
- Long Hello and Short Goodbye, regia di Rainer Kaufmann (1999)
- Mister Boogie, regia di Vesna Jovanoska (2000)
- Olgas Sommer, regia di Nina Grosse (2002)
- Snow White, regia di Samir (2005)
- Falco - Verdammt, wir leben noch!, regia di Thomas Roth (2008)
- La banda Baader Meinhof (Der Baader Meinhof Komplex), regia di Uli Edel (2008)
- 1 1/2 Ritter - Auf der Suche nach der hinreißenden Herzelinde, registi vari (2008)
- Buddenbrooks, regia di Heinrich Breloer (2008)
- Effi Briest, regia di Hermine Huntgeburth (2009)
- Giulias Verschwinden, regia di Christoph Schaub (2009)
- Vision - Aus dem Leben der Hildegard von Bingen, regia di Margarethe von Trotta (2009)
- Nanga Parbat, regia di Joseph Vilsmaier (2010)
- Hanni & Nanni, regia di Christine Hartmann (2010)
- Rubbeldiekatz, regia di Detlev Buck (2011)
- Un padre di troppo (Frisch gepresst), regia di Christine Hartmann (2012)
- Die Vermessung der Welt, regia di Detlev Buck (2012)
- Einmal bitte alles, regia di Helena Hufnagel (2017)
- Grüner wird's nicht, sagte der Gärtner und flog davon, regia di Florian Gallenberger (2018)
- Safari: Match Me If You Can, regia di Rudi Gaul (2018)
- Non tutte le sciagure vengono dal cielo (Wolkenbruchs wunderliche Reise in die Arme einer Schickse), regia di Michael Steiner (2018)
- Narciso e Boccadoro (Narziss und Goldmund), regia di Stefan Ruzowitzky (2020)
- Enfant Terrible, regia di Oskar Roehler (2020)
- Triangle of Sadness, regia di Ruben Östlund (2022)

### Televisione
- I pianoforti di Berlino (Cinéma) - miniserie TV, 3 episodi (1988)
- L'ispettore Derrick (Derrick) - serie TV, 2 episodi (1981, 1994)
- Balzac: una vita di passioni (Balzac) - film TV (1999)
- Siska - serie TV, 4 episodi (2000-2005)
- La contadinella saggia (Die kluge Bauerntochter) - film TV (2009)
- Una famiglia (Das Adlon. Eine Familiensaga) - miniserie TV, 2 episodi (2013)
- The Team - serie TV, 8 episodi (2015)
- Altes Geld - miniserie TV, 8 episodi (2015)
- Das letzte Problem - film TV (2019)
- Tatort - serie TV, 4 episodi (1983-2022)
- Davos (Davos 1917) - serie TV, 6 episodi (2023)
- Die Zweiflers - serie TV, 6 episodi (2024)